# Makeblock
Makeblock es una empresa de tecnología china privada con sede en Shenzhen, China. Desarrolla hardware basado en Arduino, hardware de robótica y software basado en Scratch con el fin de proporcionar herramientas educativas para el aprendizaje. Esto incluye programación, ingeniería y matemáticas mediante el uso de robótica.
Los productos de Makeblock se venden en más de 140 países y tienen más de 10 millones de usuarios en 20 000 escuelas en todo el mundo. Aproximadamente el 70 por ciento de las ventas de Makeblock se producen fuera de China, siendo Estados Unidos el mercado más grande.

## Fundador y jefe ejecutivo
Fundado en 1985 en Anhui, China, Jasen Wang (Wang Jianjun - 王建军) dice que creció como un "niño pobre y corriente". Obtuvo su maestría en Diseño de Aeronaves en la Universidad Politécnica de Northwestern en 2010, mientras jugaba con la robótica. Wang pasó un año en la fuerza laboral antes de fundar Makeblock en 2011.
Wang sigue siendo gerente de producto en la empresa. En 2013, Forbes China clasificó a Wang como uno de los 30 mejores empresarios menores de 30 años.
Después de fundar la marca Makeblock en marzo de 2012, se recaudaron $23 000 en una ronda de financiamiento de HAX. La empresa recibió cobertura internacional cuando lanzó una plataforma de construcción robótica llamada Makeblock durante diciembre del mismo año.

## Historia

### 2013
Makeblock lanzó un proyecto de financiación colectiva en Kickstarter, convirtiéndose en la primera entidad china en hacerlo.

### 2014
Makeblock comenzó mBlock, ingresando oficialmente al mercado educativo en febrero.

### 2015
El primer lanzamiento de mBot y mDrawbot se produjo en abril. En diciembre, los productos de Makeblock se habían vendido en más de 80 países y la marca se había asociado con más de 1000 instituciones educativas.

### 2016
El primer lanzamiento de mBot Ranger tuvo lugar en marzo. En mayo, Makeblock se convirtió en la plataforma de construcción robótica exclusiva de la competencia RoPorter en el evento Transformers de The Washington Post .
La primera tienda de experiencias reales abrió en Shenzhen en junio, marcando la primera entrada de la compañía en el mercado de consumo masivo. En esta etapa, los productos Makeblock se vendieron en más de 140 países y se utilizaron en más de 20 000 escuelas.
Airblock se lanzó en octubre, seguido del lanzamiento de mBlock en noviembre.

### 2017
Makeblock Neuron se lanzó en marzo de 2017. Poco después, el producto ganó una variedad de premios reconocidos internacionalmente, incluido el German Red Dot, American ISDA IDEA, Good Design Award (Japón) y el South Korean K-Design Award .
MakeX, un desafío de robótica nacional chino para adolescentes, se lanzó en mayo.
En julio, una asociación con SoftBank Group anunció una entrada oficial en el mercado japonés. A esto le siguió la creación de filiales en EE. UU., Europa, Hong Kong y Japón en agosto.
Codey Rocky fue lanzado en noviembre. En diciembre, la cantidad de usuarios globales de Makeblock superó los 4,5 millones.

### 2018
Makeblock recaudó $ 44 millones (USD) en la ronda de la Serie C con una valoración de $ 367 millones. La ronda fue liderada por China International Capital Corporation (CICC) Alpha, una subsidiaria de la plataforma de inversión directa de CICC.

## Hardware

### 1. Kits de STEAM

#### 1.1 Codey Rocky
Codey Rocky es un robot destinado a ayudar a los niños a aprender los conceptos básicos de la codificación y las tecnologías de IA.
Se compone de dos partes desmontables. Codey es un controlador programable que contiene más de 10 módulos electrónicos. Rocky es un vehículo que puede transportar a Codey. Puede evitar obstáculos, reconocer colores y seguir líneas.
Codey Rocky es programable con mBlock 5 y con su uso, los usuarios pueden comprender mejor las tecnologías del Internet de las cosas (IoT).

#### 1.2 Makeblock Neuron
Makeblock Neuron es una plataforma programable de más de 30 bloques de construcción electrónicos. Este producto está dirigido a niños y tiene bloques codificados por colores para facilitar su comprensión.
Cada uno de los bloques tiene varias características integradas y pueden interactuar entre sí. El kit también tiene capacidad IoT.

#### 1.3 Airblock
Ganador de cuatro premios internacionales de diseño, el Airblock es un robot volador programable de siete módulos. Los conectores magnéticos permiten ensamblar el dron de diferentes maneras. Se puede controlar usando la aplicación de Makeblock.

#### 1.4 Serie mBot
- mBot

Kits de robótica educativos de nivel de entrada
mBot es un robot educativo STEAM para principiantes. Es un robot de enseñanza y aprendizaje diseñado para enseñar programación. Los niños pueden construir un robot desde cero y aprender sobre una variedad de maquinaria robótica y partes electrónicas. También enseña los fundamentos de la programación basada en bloques y ayuda a los niños a desarrollar su pensamiento lógico y sus habilidades de diseño.
- mBot Ranger

Explorador de tierras multiforme
Como parte de la serie mBot, el Ranger está dirigido a usuarios de 8 años en adelante. Este kit de robot consta de tres formas de construcción preestablecidas que se pueden ampliar con diez interfaces de expansión.
- Ultimate 2.0

Kit de robot programable 10 en 1
El robot más complejo de la serie mBot está dirigido a usuarios a partir de 12 años. Incluye una guía de montaje de 10 diseños que se pueden personalizar y ajustar. El kit contiene más de 160 piezas y módulos mecánicos, incluida la placa base MegaPi de Makeblock y es compatible con Arduino y Raspberry Pi . Junto con la programación basada en bloques de Makeblock, se admiten los lenguajes Arduino IDE, Node.js y Python . También hay paquetes adicionales.

#### 1.5 mTiny
mTiny es un robot de educación temprana para niños. Su Tap Pen Controller es una herramienta de codificación que ejercita el pensamiento lógico y las habilidades de resolución de problemas de los niños. Trae la programación de computadoras a la vida de los niños, utilizando tarjetas de codificación y varios bloques de mapas temáticos para guiar al niño en la exploración, percepción y creación a través de juegos interactivos y estimulantes. El kit de herramientas mTiny continuamente actualizado también fomenta el interés de los niños en aprender matemáticas, inglés, música y otras materias.

#### 1.6 Makeblock Halocode
Computadora de placa única inalámbrica
Makeblock Halocode es una computadora de placa única con Wi-Fi incorporado. Diseñado para la educación en programación, su diseño integra una amplia selección de módulos electrónicos. Junto con el software de programación basado en bloques mBlock, Halocode ofrece oportunidades para experimentar aplicaciones de IA e IoT.

### 2. VAPOR profesional

#### 2.1 Laserbox
Diseñado para la educación y la creación, Laserbox reinventa y redefine el rendimiento operativo del láser mediante el uso de una cámara ultra gran angular de alta resolución junto con un algoritmo visual de IA. La máquina puede identificar automáticamente cualquier material oficial y luego configurar los parámetros de corte y grabado en consecuencia.

#### 2.2 mBuild
mBuild es la nueva serie de módulos electrónicos. Incluye más de 60 tipos de módulos, admite infinitas combinaciones y se puede usar sin conexión sin programación adicional. Compatible con mBlock y el editor Mu Python, mBuild se puede utilizar para crear proyectos interesantes para principiantes y profesionales. Facilita el aprendizaje de los conceptos básicos de programación, el desarrollo de proyectos avanzados, la enseñanza de IA e IoT, la participación en competiciones de robótica y mucho más.

#### 2.3 Makerspace
Makerspace es una plataforma de bloques de construcción programable que abarca módulos electrónicos, partes estructurales, motores y actuadores, y partes de transmisión y movimiento para la construcción de dispositivos. Los maestros pueden obtener propuestas personalizadas de Makerspace para necesidades específicas del plan de estudios. Junto con Scratch o la codificación basada en texto en mBlock, Makerspace ayuda a los estudiantes a participar en eventos robóticos globales como MakeX.

## Software

### 1. mBlock 5
mBlock 5 es un software de programación basado en bloques y texto basado en Scratch 3.0. mBlock 5 permite a los usuarios programar robots Makeblock, placas Arduino y micro:bit. Usando mBlock 5 sin ningún hardware, los usuarios pueden codificar juegos y animaciones . El código basado en bloques se puede convertir a código Python, conectarse a IoT y es compatible con la funcionalidad de IA, como el reconocimiento facial y de voz, así como la detección del estado de ánimo. Es compatible con varios sistemas operativos, incluidos macOS y Windows.

### 2. mBlock 3
mBlock 3 es un software de programación basado en bloques basado en Scratch 2.0. Interactúa con las placas controladoras de Makeblock y otro hardware basado en Arduino, lo que permite a los usuarios crear aplicaciones de hardware interactivas. El código basado en bloques se puede convertir a Arduino C y es compatible con varios sistemas operativos, incluidos macOS, Windows, Linux y Chromebook .

### 3. mBlock Blockly
mBlock Blockly permite a los usuarios aprender sobre programación a través de cursos diseñados como niveles de un juego. El lenguaje de programación visual que se enseña se crea específicamente para los robots de Makeblock; los cursos fueron diseñados por profesionales de la educación.

### 4. Neuron App
La aplicación Neuron es una aplicación de programación basada en flujo con soporte para IoT. Puede controlar más de 30 módulos electrónicos.

## Competencia robótica MakeX
MakeX es una plataforma de competencia de robótica que promueve el aprendizaje multidisciplinario dentro de los campos de la ciencia y la tecnología. Su objetivo es promover la educación STEAM a través de Robotics Competition, STEAM Carnival, etc.
Como actividad central de MakeX, la competencia de robótica MakeX del mismo nombre ofrece competencias de alto nivel con el espíritu de creatividad, trabajo en equipo, diversión y compartir. Se compromete a inspirar a los jóvenes a aprender Ciencias (S), Tecnología (T), Ingeniería (E), Arte (A) y Matemáticas (M) y aplicar dichos conocimientos para resolver problemas del mundo real.

## Educación STEAM
La educación STEAM es un movimiento de aprendizaje que se ramificó a partir del concepto de aprendizaje STEM . Los profesionales de la educación sintieron que STEM, por sí solo, perdió atributos críticos que se cree que son necesarios para que las personas realmente prosperen en una sociedad moderna que cambia rápidamente. STEAM abarca las áreas de Ciencia y Tecnología, Ingeniería, Artes, junto con Matemáticas y fomenta la fusión de estos campos en un intento de adaptarse al estilo de aprendizaje de cada tipo de estudiante.
Makeblock se describe a sí mismo como un defensor de STEAM y se enfoca en proporcionar productos de hardware y software que tienen como objetivo permitir que los estudiantes participen en el aprendizaje práctico en lugar del enfoque principal tradicional en el conocimiento teórico.

## Las tendencias del mercado
La educación en robótica se percibió como una tendencia importante durante 2017.